# Dionysaden
Die Inselgruppe Dionysaden (griechisch Διονυσάδες Dionysades (f. pl.)), bei der Bevölkerung ist auch Gianysaden (Γιανυσάδες Gianysades) gebräuchlich, liegt nordöstlich der griechischen Insel Kreta. Verwaltet werden die unbewohnten Inseln von der Gemeinde Sitia im Regionalbezirk Lasithi.

## Lage
Die Inselgruppe liegt etwa 17 km nördlich der Bucht von Sitia (Όρμος Σητείας) und 12 km westlich vom Kap Sideros (Ακρωτήριο Σίδερος). Sie besteht aus den zwei größeren Inseln Giannisada und Dragonara, der kleineren Felseninsel Paximada und dem Felsen Paximadaki.

### Die einzelnen Inseln
| Name                   | griechischer Name               | Lage                         | Fläche    | Höhe  |
| ---------------------- | ------------------------------- | ---------------------------- | --------- | ----- |
| Dragonara              | Δραγονάρα (f. sg.)              | 35° 20′ 41″ N, 26° 10′ 40″ O | 2,892 km² | 128 m |
| Giannisada             | Γιαννισάδα (f. sg.)             | 35° 19′ 39″ N, 26° 10′ 23″ O | 2,098 km² | 147 m |
| Paximada               | Παξιμάδα (f. sg.)               | 35° 22′ 41″ N, 26° 10′ 27″ O | 0,311 km² | 133 m |
| Paximadaki (Prasonisi) | Παξιμαδάκι (n. sg.) (Πρασονήσι) | 35° 21′ 28″ N, 26° 10′ 41″ O | 0,032 km² | 44 m  |

## Geschichte
Nach der Mythologie erhielten die Inseln ihren Namen vom Gott Dionysos, der die Inseln erschaffen hat. Früher gehörten die Inseln zur Stadt Itanos im Nordosten von Kreta. Spuren von Besiedelung existieren lediglich auf Dragonara und Giannisada, sie sollen auch ein Aufenthaltsort von Piraten gewesen sein. Überreste frühchristlicher Grabsteine befinden sich auf Dragonara, dort steht auch heute das einzige Gebäude der Inseln, die kleine Kirche Agios Andonios (Άγιος Αντώνιος).

## Natur
Aufgrund der ausgesetzten Lage haben Wind und Regen über die Jahre die Erde abgetragen. Die Inseln sind mit Ausnahme von Dragonara nahezu vegetationslos. Auf Dragonara wachsen die typischen Vertreter der Phrygana und wenige vom Wind geformte Büsche vom Phönizischen Wacholder (Juniperus phoenicea). Versuche, die Inseln zeitweise zur Beweidung von Schafe oder Ziegen zu nutzen, sind fehlgeschlagen.

### Naturschutz
Die Steilküsten der Dionysaden bieten ideale Brutplätze für verschiedene Vogelarten. Bedeutend sind die Brutkolonien des Gelbschnabel-Sturmtauchers und des Eleonorenfalkens. Zudem sind sie ein wichtiger Rastplatz für Zugvögel, da die nächstgelegenen Inseln in der Ägäis etwa 100 km entfernt liegen. Die Dionysaden sind Teil des Natura-2000-Gebiets GR 4320006 Voreioanatoliko Akro Kritis: Dionysades, Elasa kai Chersonisos Sidero (Akra Mavrovouni – Vai – Akra Plakos) kai thalassia zoni (Βορειοανατολικό άκρο Κρήτης: Διονυσάδες, Ελάσα και Χερσόνησος Σίδερο – Άκρα Μαυροβούνι – Βάι – Άκρα Πλάκα και Θαλάσσια Ζώνη) und zugleich als Teil des Important Bird Area GR 192 Dionisiades Islands (Νήσοι Διονυσιάδες) eingestuft.